# Гэррауэй, Кейт
Кэ́трин Мэ́ри «Кейт» Гэррауэ́й (англ. Kathryn Mary «Kate» Garraway; род. 4 мая 1967, Абингдон, Англия, Великобритания) — английская журналистка и телеведущая.

## Биография
Кэтрин Мэри Гэррауэй родилась 4 мая 1967 года в Абингдоне (Англия, Великобритания) в семье гражданского служащего и учительницы. У Кейт есть брат — учитель географии Марк Гэррауэй.
Кейт начала свою журналистскую карьеру в 1994 году, когда она начала вести программу на радиостанции «BBC Radio Oxford». Затем она стала независимым журналистом.
В 1998—2002 года Кейт была замужем за продюсером Иэном Рамси (род. 1969).
С 10 сентября 2005 года Кейт замужем во второй раз за лоббистом Дереком Дрейпером (род. 1967). У супругов есть двое детей — дочь Дарси Мэри Дрейпер (род. 10.03.2006) и сын Уильям Гэррауэй Дрейпер (род. 28.07.2009).Дрейпер скончался в ночь на 3 января 2024 года в больнице северного Лондона,от осложнений COVID-19 в возрасте 56 лет.